# Ignaz Ludwig Paul von Lederer

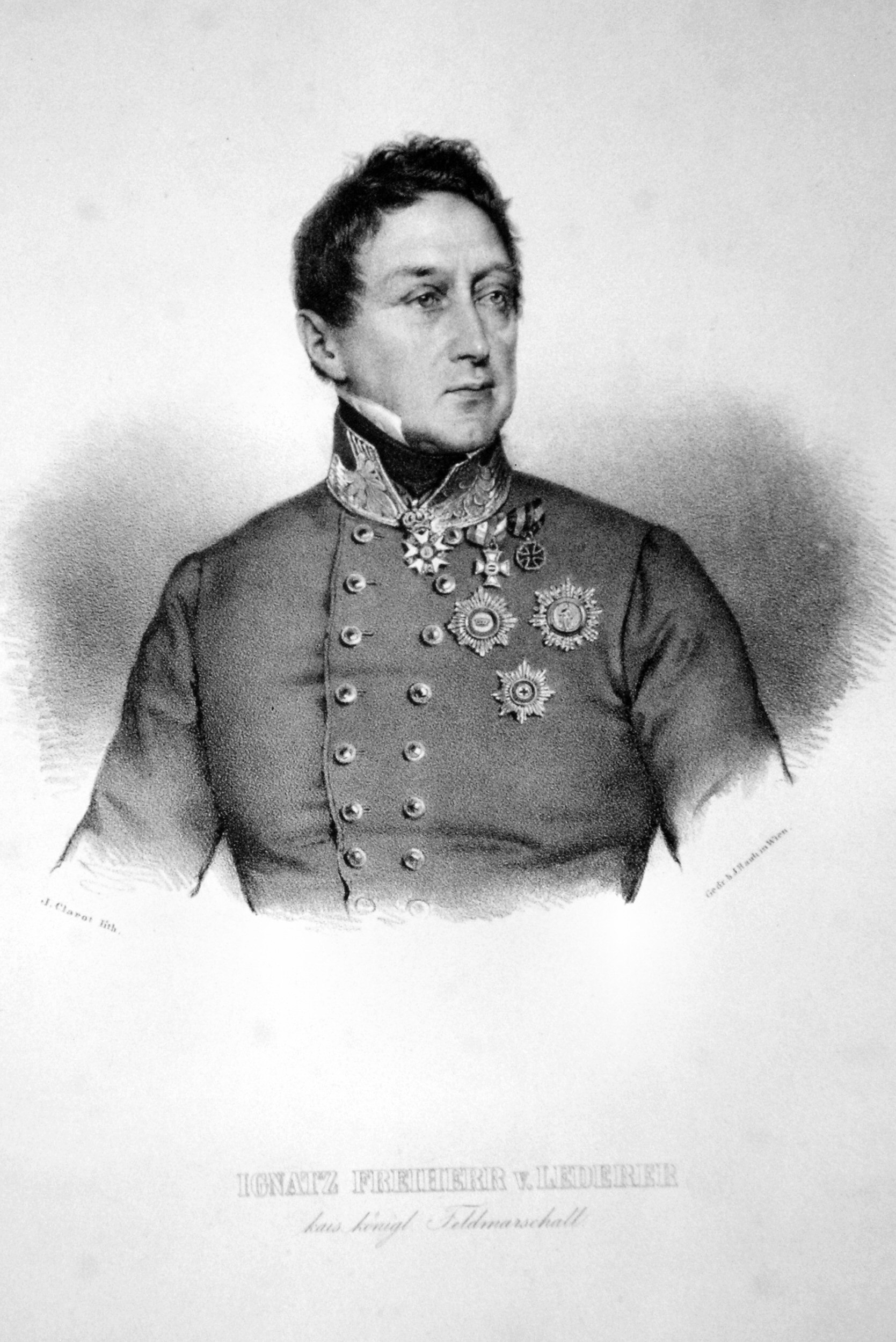
Feldmarschall Freiherr Ignaz von Lederer (1769–1849)

Freiherr Ignaz Ludwig Paul von Lederer (* 25. August 1769 in Wien; † 10. September 1849 in Hütteldorf bei Wien) war k. k. Feldmarschall sowie zweiter Inhaber des damaligen Dragonerregiments Nr. 7.

## Herkunft
Seine Eltern waren der Hofrat August Gottlob von Lederer (* 27. Mai 1723; † 21. Oktober 1795) und dessen Ehefrau Sabina von Trientl (* 26. Februar 1735; † 9. Februar 1796). Sein Vater war 1763 geadelt und 1778 in den Freiherrenstand erhoben worden.

## Leben
Schon als junger Offizier zeichnete er sich als Reiterführer in den Koalitionskriegen aus. Er war seit 1784 Mitglied des  Dragonerregiments No. 14 (d’Arberg). Das Regiment zeichnete sich bei Engen und Mößkirch so sehr aus, dass ohne Rücksichtnahme auf die Dienstzeit ein Rittmeister zur Beförderung zum Major vorschlagen werden sollte. Auf Nachfrage des Brigadiers Generalmajor Klenau bei den Offizieren im Mai 1800 im Lager in Biberach, wurde Lederer vorgeschlagen. Lederer stieg im Regiment bis zum Oberst auf und war von 1804 bis 1809 Regimentskommandeur. Am 12. Februar 1809 wurde er Generalmajor und erhielt das Kommando einer Kürassierbrigade im Reservecorps des Fürsten Liechtenstein. Er kämpfte bei Regensburg, Aspern, Wagram und erhielt für sich und seinen Truppen öffentliches Lob.
Im Vorfeld der Befreiungskriege wurde Lederer am 26. Juli 1813 zum Feldmarschall-Lieutenant befördert. In der Schlacht bei Leipzig führte er stellvertretend das zweite Armeekorps, nachdem der General Merveldt in Gefangenschaft geraten war. Im Feldzug von 1814 führte er die Vorhut der Südarmee und stand in den Gefechten bei St. Georges, Limonest und Romans. Bei St. Georges erwarb er sich das Ritterkreuz des Militär-Maria-Theresia-Ordens.
Nach dem Krieg kam er als Divisionär nach Italien, wo er die Ausbildung der Truppen verbesserte. Dafür erhielt er vom Kaiser die Würde eines Geheimen Rates und den Orden der Eisernen Krone I. Klasse. 1828 kam er nun als Kommandierender General nach Mähren (Dezember 1829 –  Dezember 1831) und wurde dort 1830 zum General der Kavallerie befördert. Anschließend war er noch General in Galizien (Dezember 1831 –  August 1832) und schließlich in Ungarn (August 1832 – Mai 1848). Anlässlich seiner Pensionierung wurde er am 16. Juni 1848 noch zum Feldmarschall ernannt. Lederer starb am 10. September 1849 in Hütteldorf.

## Familie
Lederer heiratete am 22. April 1805 Franzisca Xaveria von Trattnern (* 24. August 1785; † März 1856). Das Paar hatte mehrere Kinder:
- August (* 5. März 1807; † 21. Dezember 1882), k. k. Feldmarschall-Lieutenant, 2. Inhaber des 12. Ulanen-Regiments
- Moritz (* 29. Juli 1809; † 17. Dezember 1890), k. k. Geheimer Rat und Feldmarschall-Lieutenant, 2. Inhaber des 63. Infanterie-Regiments[2]

⚭ 1850 Gräfin Maria von Königsegg-Rothenfels (* 29. April 1814; † 21. Mai 1851) Witwe des Grafen Kasimir Zichy von Vásonykeő (* 5. Dezember 1802; † 26. Mai 1847)
⚭ 1853 Freiin Hedwig Medniansky de Medgyes (* 20. März 1827; † 28. Dezember 1903)